# Olympisch kwalificatietoernooi voetbal 2012 (CONCACAF vrouwen)
Het Olympisch kwalificatietoernooi voetbal 2012 (CONCACAF vrouwen) bepaalde welke twee landen uit Noord-Amerika, Centraal-Amerika en de Caraïben zich kwalificeerden voor de Olympische Spelen 2012 in Londen.

## Voorronde Caraïben
De twee groepswinnaars en de beste nummer twee gaan naar de eindronde van de CONCACAF-kwalificatie.

#### Groep A
Toernooi in Oranjestad, Aruba.
| Team     | Gsp | GW | G | V | DV | DT | DS  | Pts |
| -------- | --- | -- | - | - | -- | -- | --- | --- |
| Haïti    | 3   | 2  | 1 | 0 | 13 | 1  | +12 | 7   |
| Cuba     | 3   | 2  | 1 | 0 | 10 | 1  | +9  | 7   |
| Suriname | 3   | 1  | 0 | 2 | 3  | 7  | −4  | 3   |
| Aruba    | 3   | 0  | 0 | 3 | 0  | 17 | −17 | 0   |

|                            |          |                    |                                        |                                                                                                  |
| 29 juni 2011 18:00 (UTC−4) | Suriname | 0 – 4              | Haïti                                  | Guillermo Prospero Trinidad Stadion, Oranjestad Toeschouwers: 500 Scheidsrechter: Shane De Silva |
| 29 juni 2011 18:00 (UTC−4) |          | Verslag[dode link] | 46', 85' Valentin 57' Merone 90' Dolce | Guillermo Prospero Trinidad Stadion, Oranjestad Toeschouwers: 500 Scheidsrechter: Shane De Silva |

|                            |       |                    |                                                      |                                                                                                  |
| 29 juni 2011 20:30 (UTC−4) | Aruba | 0 – 6              | Cuba                                                 | Guillermo Prospero Trinidad Stadion, Oranjestad Toeschouwers: 800 Scheidsrechter: Shane De Silva |
| 29 juni 2011 20:30 (UTC−4) |       | Verslag[dode link] | 38', 56', 63', 74' Martinez 55' Rodríguez 85' Torres | Guillermo Prospero Trinidad Stadion, Oranjestad Toeschouwers: 800 Scheidsrechter: Shane De Silva |

|                           |            |                    |              | |
| 1 juli 2011 18:00 (UTC−4) | Haïti      | 1 – 1              | Cuba         | Guillermo Prospero Trinidad Stadion, Oranjestad Toeschouwers: 800 Scheidsrechter: Dianne Ferreira-James |
| 1 juli 2011 18:00 (UTC−4) | Joseph 35' | Verslag[dode link] | 60' Martinez | Guillermo Prospero Trinidad Stadion, Oranjestad Toeschouwers: 800 Scheidsrechter: Dianne Ferreira-James |

|                           |       |                    |                                 | |
| 1 juli 2011 20:30 (UTC−4) | Aruba | 0 – 3              | Suriname                        | Guillermo Prospero Trinidad Stadion, Oranjestad Toeschouwers: 800 Scheidsrechter: Sabina Charles-Kirton |
| 1 juli 2011 20:30 (UTC−4) |       | Verslag[dode link] | 15' Smit 45' Taweroe 60' Saling | Guillermo Prospero Trinidad Stadion, Oranjestad Toeschouwers: 800 Scheidsrechter: Sabina Charles-Kirton |

|                           |                                       |                    |          |                                                                                                 |
| 3 juli 2011 17:00 (UTC−4) | Cuba                                  | 3 – 0              | Suriname | Guillermo Prospero Trinidad Stadion, Oranjestad Toeschouwers: 100 Scheidsrechter: Adrian Skeete |
| 3 juli 2011 17:00 (UTC−4) | Rodríguez 18' Torres 72' González 90' | Verslag[dode link] |          | Guillermo Prospero Trinidad Stadion, Oranjestad Toeschouwers: 100 Scheidsrechter: Adrian Skeete |

|                           |       |                    |                                                                | |
| 3 juli 2011 19:30 (UTC−4) | Aruba | 0 – 8              | Haïti                                                          | Guillermo Prospero Trinidad Stadion, Oranjestad Toeschouwers: 1.000 Scheidsrechter: Shane De Silva |
| 3 juli 2011 19:30 (UTC−4) |       | Verslag[dode link] | 5', 69'Joseph 17', 35', 76' Borgella 32', 73' Dolce 49' Merone | Guillermo Prospero Trinidad Stadion, Oranjestad Toeschouwers: 1.000 Scheidsrechter: Shane De Silva |

#### Groep B
Toernooi in San Cristóbal, Dominicaanse Republiek.
| Team                   | Gsp | GW | G | V | DV | DT | DS  | Pts |
| ---------------------- | --- | -- | - | - | -- | -- | --- | --- |
| Dominicaanse Republiek | 3   | 3  | 0 | 0 | 5  | 0  | +5  | 9   |
| Trinidad en Tobago     | 3   | 2  | 0 | 1 | 19 | 3  | +16 | 6   |
| Bermuda                | 3   | 1  | 0 | 2 | 6  | 6  | 0   | 3   |
| Dominica               | 3   | 0  | 0 | 3 | 1  | 22 | −21 | 0   |

|             |                                                              |                    |         |                                                                                          |
| 5 juli 2011 | Trinidad en Tobago                                           | 5 – 1              | Bermuda | Estadio Panamericano, San Cristóbal Toeschouwers: 805 Scheidsrechter: Gillian Martindale |
| 5 juli 2011 | Cordner 8' Debesette 12' Edwards 56' Francois 58' Forbes 67' | Verslag[dode link] | 30'Wade | Estadio Panamericano, San Cristóbal Toeschouwers: 805 Scheidsrechter: Gillian Martindale |

|             |                                  |                    |          |                                                                                      |
| 5 juli 2011 | Dominicaanse Republiek           | 3 – 0              | Dominica | Estadio Panamericano, San Cristóbal Toeschouwers: 805 Scheidsrechter: Deborah Zebeda |
| 5 juli 2011 | Santelis 25' Nunez 44' Frias 70' | Verslag[dode link] |          | Estadio Panamericano, San Cristóbal Toeschouwers: 805 Scheidsrechter: Deborah Zebeda |

|             |            |                    |                                                                                             |                                                                                        |
| 7 juli 2011 | Dominica   | 1 – 14             | Trinidad en Tobago                                                                          | Estadio Panamericano, San Cristóbal Toeschouwers: 106 Scheidsrechter: Cardella Samuels |
| 7 juli 2011 | Esprit 62' | Verslag[dode link] | 2', 32', 41', 54', 61', 64', 71', 73', 78' Cordner 12', 76', 85' Forbes 22' Mcgee 39' Lewis | Estadio Panamericano, San Cristóbal Toeschouwers: 106 Scheidsrechter: Cardella Samuels |

|             |                        |                    |         |                                                                                         |
| 7 juli 2011 | Dominicaanse Republiek | 1 – 0              | Bermuda | Estadio Panamericano, San Cristóbal Toeschouwers: 600 Scheidsrechter: Irazema Aguillera |
| 7 juli 2011 | Ubri 54'               | Verslag[dode link] |         | Estadio Panamericano, San Cristóbal Toeschouwers: 600 Scheidsrechter: Irazema Aguillera |

|             |                                               |                    |          |                                                                     |
| 9 juli 2011 | Bermuda                                       | 5 – 0              | Dominica | Estadio Panamericano, San Cristóbal Scheidsrechter: Annia Navarrete |
| 9 juli 2011 | 17', 85' Bell 30' Wade 59' Brangman 81' Allen | Verslag[dode link] |          | Estadio Panamericano, San Cristóbal Scheidsrechter: Annia Navarrete |

|             |                        |                    |                    |                                                                      |
| 9 juli 2011 | Dominicaanse Republiek | 1 – 0              | Trinidad en Tobago | Estadio Panamericano, San Cristóbal Scheidsrechter: Cardella Samuels |
| 9 juli 2011 | Ubri Mateo 51'         | Verslag[dode link] |                    | Estadio Panamericano, San Cristóbal Scheidsrechter: Cardella Samuels |

#### Nummers twee
| Groep | Team               | Gsp | GW | G | V | DV | DT | DS  | Pts |
| ----- | ------------------ | --- | -- | - | - | -- | -- | --- | --- |
| A     | Cuba               | 3   | 2  | 1 | 0 | 10 | 1  | +9  | 7   |
| B     | Trinidad en Tobago | 3   | 2  | 0 | 1 | 19 | 3  | +16 | 6   |

## Voorronde Centraal-Amerika
De nummers een en twee gaan naar de eindronde van de CONCACAF-kwalificatie.
Toernooi in Guatemala van 30 september t/m 8 oktober 2011.
| Team        | Gsp | GW | G | V | DV | DT | DS  | Pts |
| ----------- | --- | -- | - | - | -- | -- | --- | --- |
| Costa Rica  | 4   | 4  | 0 | 0 | 20 | 4  | +16 | 12  |
| Guatemala   | 4   | 3  | 0 | 1 | 11 | 7  | +4  | 9   |
| El Salvador | 4   | 2  | 0 | 2 | 12 | 10 | +2  | 6   |
| Honduras    | 4   | 1  | 0 | 3 | 3  | 13 | −10 | 3   |
| Nicaragua   | 4   | 0  | 0 | 4 | 1  | 13 | −12 | 0   |

|                                 |                                                    |                    |           |                                                                                             |
| 30 september 2011 14:00 (UTC−6) | Costa Rica                                         | 5 - 0              | Nicaragua | Estadio Cementos Progreso, Guatemala-Stad Toeschouwers: 97 Scheidsrechter: Cardella Samuels |
| 30 september 2011 14:00 (UTC−6) | Venegas 20', 35' Campos 45' Rodrigues 80' Cruz 90' | Verslag[dode link] |           | Estadio Cementos Progreso, Guatemala-Stad Toeschouwers: 97 Scheidsrechter: Cardella Samuels |

|                                 |                                    |                    |             |                                                                                                |
| 30 september 2011 16:30 (UTC−6) | Guatemala                          | 3 - 1              | Honduras    | Estadio Cementos Progreso, Guatemala-Stad Toeschouwers: 518 Scheidsrechter: Quetzalli Alvarado |
| 30 september 2011 16:30 (UTC−6) | Monterroso 7' Pineda 70' Perez 87' | Verslag[dode link] | 58' Umanzor | Estadio Cementos Progreso, Guatemala-Stad Toeschouwers: 518 Scheidsrechter: Quetzalli Alvarado |

|                              |                        |                    |                                                       |                                                                                               |
| 2 oktober 2011 14:00 (UTC−6) | El Salvador            | 2 - 6              | Costa Rica                                            | Estadio Cementos Progreso, Guatemala-Stad Toeschouwers: 58 Scheidsrechter: Gillian Martindale |
| 2 oktober 2011 14:00 (UTC−6) | Queles 13' Herrera 19' | Verslag[dode link] | 22', 23' Cedeño 36' Cruz 50', 74' Alvarado 90' Acosta | Estadio Cementos Progreso, Guatemala-Stad Toeschouwers: 58 Scheidsrechter: Gillian Martindale |

|                              |           |                    |                                         |                                                                                                |
| 2 oktober 2011 16:30 (UTC−6) | Guatemala | 4 - 0              | Nicaragua                               | Estadio Cementos Progreso, Guatemala-Stad Toeschouwers: 830 Scheidsrechter: Carol Anne Chenard |
| 2 oktober 2011 16:30 (UTC−6) |           | Verslag[dode link] | Perez 6', 73' Pineda 19' Monterroso 78' | Estadio Cementos Progreso, Guatemala-Stad Toeschouwers: 830 Scheidsrechter: Carol Anne Chenard |

|                              |              |                    |                              |                                                                                              |
| 4 oktober 2011 14:00 (UTC−6) | Nicaragua    | 1 - 3              | El Salvador                  | Estadio Cementos Progreso, Guatemala-Stad Toeschouwers: 246 Scheidsrechter: Cardella Samuels |
| 4 oktober 2011 14:00 (UTC−6) | Quintana 10' | Verslag[dode link] | 37', 55' Gonzalez 41' Queles | Estadio Cementos Progreso, Guatemala-Stad Toeschouwers: 246 Scheidsrechter: Cardella Samuels |

|                              |                                    |                    |          |                                                                                            |
| 4 oktober 2011 16:30 (UTC−6) | Costa Rica                         | 4 - 0              | Honduras | Estadio Cementos Progreso, Guatemala-Stad Toeschouwers: 270 Scheidsrechter: Lucila Venegas |
| 4 oktober 2011 16:30 (UTC−6) | Cruz 4', 17' Acosta 26' Cedeño 49' | Verslag[dode link] |          | Estadio Cementos Progreso, Guatemala-Stad Toeschouwers: 270 Scheidsrechter: Lucila Venegas |

|                              |            |                    |                                                              |                                                                                                |
| 6 oktober 2011 14:00 (UTC−6) | Honduras   | 1 - 6              | El Salvador                                                  | Estadio Cementos Progreso, Guatemala-Stad Toeschouwers: 378 Scheidsrechter: Gillian Martindale |
| 6 oktober 2011 14:00 (UTC−6) | Tejeda 18' | Verslag[dode link] | 6', 11', 22' Queles 8' Herrera 52' Gonzalez 90+1' R. Ramirez | Estadio Cementos Progreso, Guatemala-Stad Toeschouwers: 378 Scheidsrechter: Gillian Martindale |

|                              |                   |                    |                                          |                                                                                              |
| 6 oktober 2011 16:30 (UTC−6) | Guatemala         | 2 - 5              | Costa Rica                               | Estadio Cementos Progreso, Guatemala-Stad Toeschouwers: 1.116 Scheidsrechter: Lucila Venegas |
| 6 oktober 2011 16:30 (UTC−6) | Martinez 54', 74' | Verslag[dode link] | 48', 63', 78' Cedeño 71' Cruz 77' Acosta | Estadio Cementos Progreso, Guatemala-Stad Toeschouwers: 1.116 Scheidsrechter: Lucila Venegas |

|                              |           |                    |               |                                                                              |
| 8 oktober 2011 14:00 (UTC−6) | Nicaragua | 0 - 1              | Honduras      | Estadio Cementos Progreso, Guatemala-Stad Scheidsrechter: Quetzalli Alvarado |
| 8 oktober 2011 14:00 (UTC−6) |           | Verslag[dode link] | 70' Caballero | Estadio Cementos Progreso, Guatemala-Stad Scheidsrechter: Quetzalli Alvarado |

|                              |                       |                    |             |                                                                                                  |
| 8 oktober 2011 16:30 (UTC−6) | Guatemala             | 2 - 1              | El Salvador | Estadio Cementos Progreso, Guatemala-Stad Toeschouwers: 1.307 Scheidsrechter: Carol Anne Chenard |
| 8 oktober 2011 16:30 (UTC−6) | Martinez 4' Perez 80' | Verslag[dode link] | 11' Herrera | Estadio Cementos Progreso, Guatemala-Stad Toeschouwers: 1.307 Scheidsrechter: Carol Anne Chenard |

## Noord-Amerika
Canada, Verenigde Staten en Mexico direct geplaatst voor de eindronde van de CONCACAF-kwalificatie.

## Eindronde
Toernooi in Vancouver, Canada van 19 t/m 29 januari 2012.
De twee finalisten geplaatst voor de Olympische Spelen.

### Groep A
| Team       | Gsp | GW | G | V | DV | DT | DS  | Pts |
| ---------- | --- | -- | - | - | -- | -- | --- | --- |
| Canada     | 3   | 3  | 0 | 0 | 13 | 1  | +12 | 9   |
| Costa Rica | 3   | 2  | 0 | 1 | 5  | 5  | 0   | 6   |
| Haïti      | 3   | 1  | 0 | 2 | 3  | 8  | −5  | 3   |
| Cuba       | 3   | 0  | 0 | 3 | 0  | 7  | −7  | 0   |

|                               |                        |                    |      |                                                                                   |
| 19 januari 2012 17:00 (UTC−8) | Costa Rica             | 2 - 0              | Cuba | BC Place Stadium, Vancouver Toeschouwers: 7.627 Scheidsrechter: Quetzali Alvarado |
| 19 januari 2012 17:00 (UTC−8) | Rosales 12' Acosta 55' | Verslag[dode link] |      | BC Place Stadium, Vancouver Toeschouwers: 7.627 Scheidsrechter: Quetzali Alvarado |

|                               |                                                           |                    |       |                                                                            |
| 19 januari 2012 22:30 (UTC−8) | Canada                                                    | 6 - 0              | Haïti | BC Place Stadium, Vancouver Toeschouwers: 7.627 Scheidsrechter: Kari Seitz |
| 19 januari 2012 22:30 (UTC−8) | Julien 7' Sinclair 14', 25', 55', 85' (pen.) Parker 90+3' | Verslag[dode link] |       | BC Place Stadium, Vancouver Toeschouwers: 7.627 Scheidsrechter: Kari Seitz |

|                               |       |                    |                 |                                                                               |
| 21 januari 2012 17:00 (UTC−8) | Haïti | 0 - 2              | Costa Rica      | BC Place Stadium, Vancouver Toeschouwers: 1.500 Scheidsrechter: Maraget Domka |
| 21 januari 2012 17:00 (UTC−8) |       | Verslag[dode link] | 49', 57' Acosta | BC Place Stadium, Vancouver Toeschouwers: 1.500 Scheidsrechter: Maraget Domka |

|                               |                                  |                    |      |                                                                                     |
| 21 januari 2012 22:30 (UTC−8) | Canada                           | 2 - 0              | Cuba | BC Place Stadium, Vancouver Toeschouwers: 12.000 Scheidsrechter: Gillian Martindale |
| 21 januari 2012 22:30 (UTC−8) | Sinclair 17' (pen.) Tancredi 24' | Verslag[dode link] |      | BC Place Stadium, Vancouver Toeschouwers: 12.000 Scheidsrechter: Gillian Martindale |

|                               |      |                    |                                          |                                                                                  |
| 23 januari 2012 17:00 (UTC−8) | Cuba | 0 - 3              | Haïti                                    | BC Place Stadium, Vancouver Toeschouwers: 1.500 Scheidsrechter: Alicia Villatoro |
| 23 januari 2012 17:00 (UTC−8) |      | Verslag[dode link] | 72' Boulos 76' Pierre Louis 83' Valentin | BC Place Stadium, Vancouver Toeschouwers: 1.500 Scheidsrechter: Alicia Villatoro |

|                               |                                                         |                    |               |                                                                            |
| 23 januari 2012 19:30 (UTC−8) | Canada                                                  | 5 - 1              | Costa Rica    | BC Place Stadium, Vancouver Toeschouwers: 8.105 Scheidsrechter: Kari Seitz |
| 23 januari 2012 19:30 (UTC−8) | Sinclair 6', 45' Schmidt 10' Kyle 19' Ugalde 50' (e.d.) | Verslag[dode link] | 89' Barrantes | BC Place Stadium, Vancouver Toeschouwers: 8.105 Scheidsrechter: Kari Seitz |

### Groep B
| Team                   | Gsp | GW | G | V | DV | DT | DS  | Pts |
| ---------------------- | --- | -- | - | - | -- | -- | --- | --- |
| Verenigde Staten       | 3   | 3  | 0 | 0 | 31 | 0  | +31 | 9   |
| Mexico                 | 3   | 2  | 0 | 1 | 12 | 4  | +8  | 6   |
| Guatemala              | 3   | 1  | 0 | 2 | 6  | 18 | −12 | 3   |
| Dominicaanse Republiek | 3   | 0  | 0 | 3 | 0  | 27 | −27 | 0   |

|                               |                                            |                    |           |                                                            |
| 20 januari 2012 17:00 (UTC−8) | Mexico                                     | 5 - 0              | Guatemala | BC Place Stadium, Vancouver Scheidsrechter: Diane Ferreira |
| 20 januari 2012 17:00 (UTC−8) | Díaz 12' Domínguez 24', 44', 67' Garza 38' | Verslag[dode link] |           | BC Place Stadium, Vancouver Scheidsrechter: Diane Ferreira |

|                               |                        |                    | |                                                                                  |
| 20 januari 2012 22:30 (UTC−8) | Dominicaanse Republiek | 0 - 14             | Verenigde Staten                                                                                                  | BC Place Stadium, Vancouver Toeschouwers: 6.321 Scheidsrechter: Cardella Samuels |
| 20 januari 2012 22:30 (UTC−8) |                        | Verslag[dode link] | 1', 19' Wambach 4' Lloyd 7' Buehler 17', 32', 78' O'Reilly 30' Heath 47', 50', 58', 71', 75' Rodriguez 64' Cheney | BC Place Stadium, Vancouver Toeschouwers: 6.321 Scheidsrechter: Cardella Samuels |

|                               |                                                           |                    |                        |                                                                              |
| 22 januari 2012 17:00 (UTC−8) | Mexico                                                    | 7 - 0              | Dominicaanse Republiek | BC Place Stadium, Vancouver Toeschouwers: 1.500 Scheidsrechter: Maria Flores |
| 22 januari 2012 17:00 (UTC−8) | Saucedo 21' Díaz 27' Ruiz 38', 71' Guajardo 49', 62', 75' | Verslag[dode link] |                        | BC Place Stadium, Vancouver Toeschouwers: 1.500 Scheidsrechter: Maria Flores |

|                               | |                    |           |                                                                                  |
| 22 januari 2012 16:30 (UTC−8) | Verenigde Staten | 13 - 0             | Guatemala | BC Place Stadium, Vancouver Toeschouwers: 6.738 Scheidsrechter: Irasema Aguilera |
| 22 januari 2012 16:30 (UTC−8) | Wambach 12', 14' Cheney 24' Rodriguez 29' Lloyd 33' Lindsey 34' Leroux 48', 51', 57', 70', 87' Rapinoe 75' Morgan 83' | Verslag[dode link] |           | BC Place Stadium, Vancouver Toeschouwers: 6.738 Scheidsrechter: Irasema Aguilera |

|                               |                                                      |                    |                        |                                                                                  |
| 24 januari 2012 17:00 (UTC−8) | Guatemala                                            | 6 - 0              | Dominicaanse Republiek | BC Place Stadium, Vancouver Toeschouwers: 2.000 Scheidsrechter: Cardella Samuels |
| 24 januari 2012 17:00 (UTC−8) | Pineda 2', 5', 29' Monterroso 9', 90+1' Martinez 53' | Verslag[dode link] |                        | BC Place Stadium, Vancouver Toeschouwers: 2.000 Scheidsrechter: Cardella Samuels |

|                               |                                |                    |        |                                                                                   |
| 24 januari 2012 19:30 (UTC−8) | Verenigde Staten               | 4 - 0              | Mexico | BC Place Stadium, Vancouver Toeschouwers: 7.599 Scheidsrechter: Carol Ann Chenard |
| 24 januari 2012 19:30 (UTC−8) | Lloyd 7', 57', 86' O'Reilly 8' | Verslag[dode link] |        | BC Place Stadium, Vancouver Toeschouwers: 7.599 Scheidsrechter: Carol Ann Chenard |

### Halve finales
|                               |                                |                    |            |                                                                                   |
| 27 januari 2012 20:00 (UTC−8) | Verenigde Staten               | 3 - 0              | Costa Rica | BC Place Stadium, Vancouver Toeschouwers: 10.000 Scheidsrechter: Irasema Aguilera |
| 27 januari 2012 20:00 (UTC−8) | Heath 16' Lloyd 72' Morgan 89' | Verslag[dode link] |            | BC Place Stadium, Vancouver Toeschouwers: 10.000 Scheidsrechter: Irasema Aguilera |

|                               |                                |                    |           |                                                                                 |
| 27 januari 2012 23:00 (UTC−8) | Canada                         | 3 - 1              | Mexico    | BC Place Stadium, Vancouver Toeschouwers: 22.954 Scheidsrechter: Diane Ferreira |
| 27 januari 2012 23:00 (UTC−8) | Sinclair 15', 76' Tancredi 23' | Verslag[dode link] | 67' Perez | BC Place Stadium, Vancouver Toeschouwers: 22.954 Scheidsrechter: Diane Ferreira |

### Finale
|                               |        |                    |                                 |                                                                                    |
| 29 januari 2012 20:00 (UTC−8) | Canada | 0 - 4              | Verenigde Staten                | BC Place Stadium, Vancouver Toeschouwers: 25.427 Scheidsrechter: Quetzalli Godinez |
| 29 januari 2012 20:00 (UTC−8) |        | Verslag[dode link] | 4', 56' Morgan 24', 28' Wambach | BC Place Stadium, Vancouver Toeschouwers: 25.427 Scheidsrechter: Quetzalli Godinez |

Mannen · Kwalificatiedetails mannen: Afrika (CAF) · Azië (AFC) · Europa (UEFA) · Noord- en Midden-Amerika (CONCACAF) · Oceanië (OFC) · Zuid-Amerika (CONMEBOL)

Vrouwen · Kwalificatiedetails vrouwen: Afrika (CAF) · Azië (AFC) · Europa (UEFA) · Noord- en Midden-Amerika (CONCACAF) · Oceanië (OFC) · Zuid-Amerika (CONMEBOL)